# Ханска (город, Миннесота)
Ханска (англ. Hanska) — город в округе Браун, штат Миннесота, США. На площади 0,6 км² (0,6 км² — суша, водоёмов нет), согласно переписи 2002 года, проживают 443 человека. Плотность населения составляет 716,8 чел./км².
- Телефонный код города — 507
- Почтовый индекс — 56041
- FIPS-код города — 27-27008[1]
- GNIS-идентификатор — 0644639[2]